# Liste der Baudenkmale in Langlingen
In der Liste der Baudenkmale in Langlingen sind alle Baudenkmale der niedersächsischen Gemeinde Langlingen im Landkreis Celle aufgelistet.  Die Quelle der Einträge ist der Denkmalatlas Niedersachsen mit tw. Kürzungen. Der Stand der Liste ist der 19. Mai 2024.

## Allgemein
In den Spalten befinden sich folgende Informationen:
- Lage: die Adresse des Baudenkmales und die geographischen Koordinaten. Kartenansicht, um Koordinaten zu setzen. In der Kartenansicht sind Baudenkmale ohne Koordinaten mit einem roten Marker dargestellt und können in der Karte gesetzt werden. Baudenkmale ohne Bild sind mit einem blauen Marker gekennzeichnet, Baudenkmale mit Bild mit einem grünen Marker.
- Bezeichnung: Bezeichnung des Baudenkmales
- Beschreibung: die Beschreibung des Baudenkmales. Unter § 3 Abs. 2 NDSchG werden Einzeldenkmale und unter § 3 Abs. 3 NDSchG Gruppen baulicher Anlagen und deren Bestandteile ausgewiesen.
- ID: die Objekt-ID des Baudenkmales
- Bild: ein Bild des Baudenkmales, ggf. zusätzlich mit einem Link zu weiteren Fotos des Baudenkmals im Medienarchiv Wikimedia Commons. Wenn man auf das Kamerasymbol klickt, können Fotos zu Baudenkmalen aus dieser Liste hochgeladen werden:

## Hohnebostel
| Lage                                             | Bezeichnung       | Beschreibung | ID       | Bild |
| ------------------------------------------------ | ----------------- | --- | -------- | ---- |
| Am Rotbusch 1 52° 31′ 51″ N, 10° 15′ 52″ O       | Wohnhaus          | Zweigeschossiger, traufständig hinter Vorgarten zurückgesetzter Fachwerkbau auf Werksteinsockel unter Satteldach in roter Hohlpfannendeckung. Westseite mit achsenmittigen, eingezogenen Hauptzugang hinter Freitreppe und Windfang, darüber Frontispitz. Fachwerkgefüge mit Andreaskreuz-Streben und roter Backsteinausfachung in Ziersetzung, OG über Sichtgebälk leicht vorkragend. 1890 errichtet. | 33762363 | BW   |
| Am Rotbusch 1 52° 31′ 50″ N, 10° 15′ 51″ O       | Stall             | Giebelständiger Fachwerkbau unter nach Süden halb abgewalmten Satteldach in roter Hohlpfannendeckung. Zur Westseite Tor sowie Ladeerker. Fachwerkgefüge mit geschosshohen Streben sowie roter Backsteinausfachung, Torsturz mit Inschrift mit Datierung „1785“. | 33762865 | BW   |
| Unter den Eichen 11 52° 31′ 44″ N, 10° 17′ 38″ O | Einfriedungsmauer | | 33762401 | BW   |

## Langlingen
| Lage                                         | Bezeichnung                | Beschreibung | ID       | Bild |
| -------------------------------------------- | -------------------------- | --- | -------- | ---- |
| Am Flootgarten 3 52° 33′ 19″ N, 10° 17′ 3″ O | Doppelhaus                 | Eingeschossiger, giebelständiger Fachwerkbau unter Satteldach in roter Hohlpfannendeckung. Zur östlichen Traufseite zwei Wohneingänge, nördliche Giebelseite mit Inschrift im Rähmbalken, Giebeldreiecke mit vertikaler Holzverschalung. Fachwerkgefüge mit gestrichener Ziegelausfachung. Im 19. Jh. errichtet. | 33762420 | BW   |
| Am Flootgarten 3 52° 33′ 18″ N, 10° 17′ 3″ O | Doppelhaus                 | | 33762442 | BW   |
| Am Flootgarten 3 52° 33′ 19″ N, 10° 17′ 2″ O | Stall                      | | 33762323 | BW   |
| Am Flootgarten 3 52° 33′ 19″ N, 10° 17′ 4″ O | Stall                      | | 33762281 | BW   |
| Hauptstraße 42 52° 33′ 20″ N, 10° 17′ 9″ O   | Häuslingshaus              | Eingeschossiger Fachwerkbau auf Ziegelsockel unter Schopfwalmdach in roter Hohlpfannendeckung. Fachwerkgefüge mit geschosshohen Streben und roter Backsteinausfachung. Nördliche Giebelseite mit Hauptzugang. Errichtet Mitte 19. Jh. | 33762464 | BW   |
| Hauptstraße 44 52° 33′ 19″ N, 10° 17′ 13″ O  | Speicher                   | Zweigeschossiger Fachwerkbau unter Satteldach in roter Hohlpfannendeckung. OG allseitig vorkragend über Gebälk mit gerundeten Balkenköpfen und profilierten Füllhölzern, im Schwellriegel Inschrift. Fachwerkgefüge im EG mit roter Backsteinausfachung, im OG mit verputzter Lehmstakung. Zugang mit im Eselsrücken profiliertem Torsturz, OG mit Ladestock. 1722 (i) errichtet. | 33762483 | BW   |
| Hauptstraße 46 52° 33′ 19″ N, 10° 17′ 16″ O  | Wohn-/ Wirtschaftsgebäude  | Eingeschossiger und giebelständiger Zweiständer-Fachwerkbau auf Feldsteinsockel unter Halbwalmdach in Ziegelpfannendeckung. Zur Nordseite außermittiges Dielentor mit Kopfbändern und Vorschauer, dort Türdurchlass mit Eselsrücken. Symmetrisches Fachwerkgefüge mit Ziegelsichtausfachung und geschosshohen Streben. Nördliches Giebelfeld über reich geschnitztem Gebälk vorkragend, dieses mit Zahnschnitt, Füllhölzern, gerundeten Balken. Schwelle mit Schiffskehlen und Taubändern, darüber Sinnspruch mit Datierung 1619. Ausfachungen im Giebeldreieck mit Bohlenbrettern, in den Brüstungsfächern horizontal mit Fächerrosetten und Blumenmotiven, die Ständer ebenfalls mit Blumenmotiven, darüber vertikale Verbretterung. | 33762502 |      |
| Hauptstraße 53 52° 33′ 24″ N, 10° 17′ 14″ O  | Wohn-/ Wirtschaftsgebäude  | | 33762521 | BW   |
| Hauptstraße 53 52° 33′ 24″ N, 10° 17′ 13″ O  | Speicher                   | Zweigeschossiger Fachwerkbau unter Satteldach. OG über Gebälk vorkragend, dieses geziert mit geschnitzten Taubändern, Schiffskehlen und Knaggen. Fachwerkgefüge mit verputzten Gefachen, südliches Giebelfeld vertikal verbrettert. 1606 (i) errichtet. | 33762540 | BW   |
| Hauptstraße 54 52° 33′ 16″ N, 10° 17′ 23″ O  | Wohn-/ Wirtschaftsgebäude  | Vierständer-Fachwerkbau in Unterrähmzimmerung mit starken Eichenholzabbund auf Sockel unter Halbwalmdach in roter Hohlpfannendeckung mit Uhlenloch. Östlicher Wirtschaftsgiebel mit außermittiger Toreinfahrt mit Vorschauer, im Torsturz Inschrift. Giebelfeld über gerundeten Füllhölzern und Balkenköpfen vorkragend, die Gefache dort mit Holzbohlen ausgefüllt. Fachwerkgefüge mit roter Backsteinausfachung, Aussteifung mit geschosshohen Streben und teils K-Streben, zum Süden Wohnanbau. 1776(i) errichtet. Südlicher Anbau aus erster Hälfte 19. Jh. | 33762559 | BW   |
| Kirchstraße 1 52° 33′ 21″ N, 10° 17′ 18″ O   | Pfarrhaus                  | | 33762620 | BW   |
| Kirchstraße 1 52° 33′ 21″ N, 10° 17′ 17″ O   | Scheune                    | Eingeschossiger Fachwerkbau auf Sandstein-Werksteinsockel unter Halbwalmdach in roter Ziegel-Hohlpfannendeckung. Fachwerkgefüge mit geschosshohen Streben und zweifacher Verriegelung sowie Backsteinausfachung. Um 1880 errichtet, heute Gemeindehaus. | 33762641 | BW   |
| Kirchstraße 3 52° 33′ 22″ N, 10° 17′ 17″ O   | Küster- und Lehrerwohnhaus | Eineinhalbgeschossiger Fachwerk-/Backsteinbau unter Satteldächern in roter Ziegel-Hohlpfannendeckung. EG massiv in Backsteinmauerwerk mit scheitrechten Fenstern, nördlich Eingangsvorbau. OG zweifach vorkragend über profiliertem Gebälk mit Schwellinschrift als Drempelgeschoss und Giebelausbauten. 1911 errichtet. | 33762663 | BW   |
| Kirchstraße 6 52° 33′ 22″ N, 10° 17′ 19″ O   | Landarbeiterwohnhaus       | | 33762686 | BW   |
| Kirchstraße 6 52° 33′ 22″ N, 10° 17′ 19″ O   | Stall                      | | 33762302 | BW   |
| Kirchstraße 52° 33′ 23″ N, 10° 17′ 18″ O     | Johanniskirche             | Gotische Saalkirche mit Langhaus in rotem Backsteinmauerwerk unter Halbwalmdach in roter Hohlpfannendeckung, geradem Chorschluss und vorgesetztem Westturm in Fachwerk. Langhaus mit Spitzbogenfenstern und Strebepfeilern, im Kern 14. Jh., zur Nordseite Utlucht in Fachwerk der Herrschaftsprieche als Anbau des 17. Jh. Westliche Verlängerung mit dachreiterartigem Glockenturm in Fachwerk von 1668, Turmneubau von 1783, dieser als symmetrischer Fachwerkabbund mit Backsteinausfachungen in Ziersetzung und K-Streben, seitlich flankiert von Pultdächern, oberer Abschluss mit Glockengeschoss mit Schallarkaden in vertikalen Holzbohlenbehang, darüber schiefergedeckter Knickhelm mit Uhrenhäuschen und Knauf mit Wetterfahne. Im Inneren tonnengewölbte Holzbohlendecke mit barocker Ausmalung, Erweiterung des Chorbereiches mit darunter angelegter Gruft von 1723. Vielfältige Ausstattung. 1954 Restaurierung des Innenraums und Anbau neuer Sakristei. | 33762579 |      |
| Kirchstraße 52° 33′ 23″ N, 10° 17′ 18″ O     | Kirchhof                   | Kirchhof mit historischen Grabsteinen und altem Baumbestand. Mit Gedenkstein für die Gefallenen der beiden Weltkriege. | 33762600 | BW   |
| Kirchstraße 10 52° 33′ 24″ N, 10° 17′ 18″ O  | Brennerei                  | | 33762886 | BW   |
| Kirchstraße 10 52° 33′ 26″ N, 10° 17′ 18″ O  | Herrenhaus                 | Zweigeschossige Dreiflügelanlage in geschlämmtem Fachwerk unter Halbwalmdach bzw. Mansarddach mit Türmchen im rechten Flügel. Rosafassung der Fassade (nach Befund rekonstruiert), Steinbau imitierend, Gebälk mit Profilhölzern verblendet. Im Inneren bauzeitliche Stuckaturen sowie Ausstattung, u.a. Delfter Kachelofen. Erbaut 1723-1725. Zufahrt war ursprünglich von Gebäuden begrenzt, nur das westliche Gebäude ist erhalten geblieben. | 33762708 |      |
| Kirchstraße 10 52° 33′ 31″ N, 10° 17′ 21″ O  | Gutspark Langlingen        | Landschaftlich angelegter Gutspark nördlich des Herrenhauses, östlich und nördlich begrenzt durch den Franzosengraben. In Teilen waldartig. Mit Steingrotte und altem Baumbestand. Im nördlichen Bereich Steinbrücke über verlandeten Wassergraben. | 33762748 | BW   |
| Kirchstraße 10 52° 33′ 30″ N, 10° 17′ 24″ O  | Altdeich                   | | 33762788 | BW   |
| Kirchstraße 10 52° 33′ 24″ N, 10° 17′ 17″ O  | Toranlage                  | Bauzeitliche Toranlage in Form von zwei gequaderten Sandsteinpfeilern mit Prellsteinen und Obelisken-Aufsätzen. | 33762729 |      |

## Wiedenrode
| Lage                                             | Bezeichnung               | Beschreibung | ID       | Bild |
| ------------------------------------------------ | ------------------------- | --- | -------- | ---- |
| Unter den Linden 9 52° 30′ 34″ N, 10° 16′ 2″ O   | Speicher                  | Zweigeschossiger Fachwerkbau unter Satteldach in roter Hohlpfannendeckung. Fachwerkgefüge mit geschosshohen Streben sowie Backsteinausfachung. Zur Hofseite ausgerichtete Wirtschaftsöffnungen, östlich Schuppenanbau als Unterstand. Um 1850 errichtet. | 33762809 | BW   |
| Unter den Linden 16 52° 30′ 32″ N, 10° 15′ 55″ O | Wohn-/ Wirtschaftsgebäude | Zweiständer-Fachwerkbau aus Eichenholz unter Halbwalmdach in roter Hohlpfannendeckung. Fachwerkgefüge mit verputzter Ausfachung, Giebeldreiecke vorkragend über geschnitztem Gebälk, Wirtschaftsteil mit Knaggen. Zur Südseite achsenmittiges Dielentor, Brüstungsgefache im Giebelfeld mit Schnitzereien versehen, das mittlere Eichenbrett mit Inschriften und Datierung „1618“. Erhaltenes Innengerüst, Kammerfach später angebaut, Wirtschaftsteil zu Wohnzwecken ausgebaut. | 33762828 | BW   |